# غوران شبريم
غوران شبريم (بالكرواتية: Goran Šprem) مواليد 6 يوليو 1979 في دوبروفنيك، هو لاعب كرة يد كرواتي يلعب كجناح أيسر. مثل منتخب كرواتيا لكرة اليد. شارك في دورة الألعاب الأولمبية الصيفية سنة 2004.

## المسيرة الاحترافية
لعب مع نادي فلنسبورغ هاندفيت لكرة اليد في الدوري الألماني في موسم 2004-2005، ثم انضم إلى نادي فلنسبورغ هاندفيت لكرة اليد في موسم 2005-2006، ثم لعب مع نادي ملزونغن لكرة اليد في الدوري الألماني في سنة 2006، ثم انضم إلى نادي غومرسباخ لكرة اليد من سنة 2011 إلى 2013.

## الإنجازات
- الدوري الكرواتي لكرة اليد
  - الفوز (9): 1996-97، 1997–98، 1998–99، 1999-00، 2000–01، 2002–03، 2003–04، 2009–10، 2010–11
  - الفوز (8): 1997، 1998، 1999، 2000، 2003، 2004، 2010، 2011
- دوري أبطال أوروبا لكرة اليد
  - النهائي 1997–98، 1998-99
  - الفوز (1): 2005

## روابط خارجية
- غوران شبريم على موقع الاتحاد الأوروبي لكرة اليد (الإنجليزية)
- غوران شبريم على موقع أوليمبيديا (الإنجليزية)